# Poa pseudoabbreviata
Poa pseudoabbreviata är en gräsart som beskrevs av Roman Julievich Roshevitz. Poa pseudoabbreviata ingår i släktet gröen, och familjen gräs. Inga underarter finns listade i Catalogue of Life.